# Uralophantes troitskensis
Uralophantes troitskensis is een spinnensoort in de taxonomische indeling van de hangmatspinnen (Linyphiidae).
Het dier behoort tot het geslacht Uralophantes. De wetenschappelijke naam van de soort werd voor het eerst geldig gepubliceerd in 1992 door Esyunin.